# Ерколе III д’Есте (Модена)
Вижте пояснителната страница за други личности с името Ерколе д’Есте.
Ерколе Риналдо III д’Есте (на италиански: Ercole Rinaldo III d’Este; * 22 ноември 1727, Модена, Херцогство Модена и Реджо; † 14 октомври 1803, Тревизо) от рода Есте е последният херцог на Модена и Реджо от 1780 до 1796 г.

## Произход
Син е на Франческо III д’Есте (* 1698, † 1780), херцог на Модена и Реджо, и на съпругата му Шарлота-Аглая Бурбон-Орлеанска (*1700, † 1761). Негови дядо и баба по бащина линия са  Риналдо III д’Есте и Шарлота Фелицита фон Брауншвайг-Люнебург, а по майчина – Филип II Бурбон-Орелански и Франсоаза-Мария дьо Бурбон. Има четирима братя и пет сестри:
- Алфонсо (* 1723, † 1725)
- Франческо Костантино (* 1724, † 1725)
- Фелицита (* 1726, † 1754) херцогиня на Пантиевър като съпруга на Луи-Жан-Мари дьо Бурбон
- Матилда (* 1729, † 1803)
- Брат (* 1730, † 1731)
- Сестра (* 1731, † 1736)
- Мария Фортуната (* 1734, † 1803), принцеса на Конти като съпруга на Луи-Франсоа II дьо Бурбон
- Бенедето (* 1736, † 1751)
- Мария Ернестина (* 1741, † 1774)

Ерколе III, като внук на Шарлота Фелицита, е втори братовчед на Мария Жозефа Саксонска, съпруга на Луи Фердинанд Бурбон-Френски, и на Мария Амалия Саксонска, сестра на Мария Жозефа и съпруга на Карл III от Испания (който също е негов трети братовчед и от страна на баща му, и от страна на майка му). Освен това е свързан с всички по-големи френски благородници, тъй като неговите девери са Луи Жан Мари дьо Бурбон-Пентиевър и Луи Франсоа Жозеф дьо Бурбон-Конти, който също е негов братовчед. Първият му братовчед е принц Луи Филип I Бурбон-Орлеански. Херцогът също е свързан с най-важните и престижни европейски кралски династии; негови братовчеди от различна степен са Луи XV от Франция, Карлос III от Испания и Джордж II от Великобритания.

## Биография
Той се жени за Мария Тереза Чибо-Маласпина, херцогиня на Маса и Карара, през 1741 г.. Бракът му донася перспективата малкото тосканско херцогство да разшири владенията на Есте, като им осигури излаз на море. Той се възкачва на трона на 22 февруари 1780 г.
През 1790 г. се жени за Киара Марини, оперна певица,с която се вижда от години, докато херцогинята се е оттеглила в Реджо. От Мария Тереза има две деца, но синът му (Риналдо) умира малко след раждането през 1753 г. Дъщеря му Мария Беатриче Ричарда, с благоволението на дядо ѝ Франческо III, се омъжва за ерцхерцога на Австрия Фердинанд, син на Мария Терезия, и по този начин гарантира приемствеността на династията с раждането на нейния син Франциск (бъдещият Франциск IV Хабсбург-Есте). От Киара Марини Ерколе III има един син, Ерколе Риналдо, командир на Естенската милиция и маркиз на Скандиано, но неспособен да го наследи като извънбрачен син.
Ерколе III е просветен, весел и добродушен владетел (не се гнуси да говори на диалект с поданиците си) и продължава реформите, започнати от баща му. Нарежда да бъдат построени двата моста на Рубиера и Сант'Амброджо в Модена на Виа Емилия, като по този начин подобрява връзките с други държави чрез пътища (Виа Вандели), които свързват Луниджана и Гарфаняна с Реджо Емилия и Модена. През 1785 г. създава Академията за изящни изкуства „Атестина“. По време на неговото управление културата и науката процъфтяват отново чрез покровителстването на учени от калибъра на Ладзаро Спаланцани, Джамбатиста Вентури, Джироламо Тирабоски, Лодовико Ричи и много други.
През 1796 г. херцогството е завладяно от Наполеон Бонапарт. Френското нашествие принуждава Ерколе III да напусне херцогството и да замине за Венеция на 7 май 1796 г., отнасяйки със себе си значителното си лично богатство, но нито лира от обществената хазна въпреки очевидните обвинения на санкюлотите. Вместо това той е достигнат от френски войници във Венеция и е подложен на въоръжен грабеж в дома му на приблизително 200 000 дзекини. След този епизод се премества в Тревизо, където умира на 14 октомври 1803 г. на 75 г. Погребан е в катедралата на Модена.
След мирните договори от Кампоформио (1797) и Луневил (1801) той получава Брайзгау като компенсация за загубата на херцогствата Модена и Реджо, но така и не успява да го вземе.

През 1814 г. единствената му дъщеря Мария Беатриче и нейният съпруг Фердинанд Карл си връщат херцогството и управляват с името Хабсбург-Есте (Австрия-Есте).

## Брак и потомство
Жени се два пъти:
∞ 1. 16 април 1741 в Маса за Мария Тереза Чибо-Маласпина (* 29 юни 1725, Новелара; † 25 декември 1790, Реджо), дъщеря на Алдерано I Чибо-Маласпина, херцог на Маса и Карара, наследничка на Маса и Карара 1743 г., от която има син и дъщеря:
- Мария Беатриче д’Есте (* 6 април 1750, Модена; † 14 ноември 1829, Виена), последна херцогиня на Маса и принцеса на Карара 1790 – 1797 и от 1816, ∞ 15 октомври 1771 за Фердинанд (1754 – 1806), ерцхерцог на Австрия, от когото има 5 сина и 5 дъщери
- Риналдо д’Есте (* 4 януари 1753, Модена; † 5 май 1753)

∞ 2. 1790 за Киара Марини, оперна певица, от която има един син:
- Ерколе Риналдо д’Есте (* 1770; † 16 февруари 1795, Модена), маркиз на Скандиано от 1787, неженен и бездетен.